# Carlos José Vignolo
Carlos José Vignolo (Corrientes, Argentina, 11 de junio de 1962), es un médico veterinario y político argentino. 
En 2005 fue elegido intendente de la Ciudad de Corrientes como candidato de la Unión Cívica Radical, en la alianza provincial Frente de Todos. Luego, tras el alejamiento de ese frente de un sector mayoritario de la UCR y posterior creación de Encuentro por Corrientes, fue Ministro Secretario durante la gobernación de Ricardo Colombi al frente del Ejecutivo Provincial de Corrientes, por el mismo partido.
El 22 de agosto de 2017 fue designado como Titular de la Unidad Plan Belgrano a través del Decreto 672/2017 firmado por el presidente Mauricio Macri y el Jefe de Gabinete de Ministros Marcos Peña, cargo que ocupó hasta fines de 2019, cuando presentó su renuncia.

## Biografía
Carlos Vignolo nació el 11 de junio de 1962 (62 años) en la ciudad de Corrientes, en la provincia homónima, Argentina. Se recibió de Médico Veterinario en la Facultad de Ciencias Veterinarias de la Universidad Nacional del Nordeste (UNNE).
Fue Secretario General Académico de la UNNE entre finales de la década de 1990 hasta asumir como Ministro de Educación y Cultura de la Provincia de Corrientes, en el año 2001.

## Carrera política

### Ministro de Educación de Corrientes
Durante la primera gobernación de Ricardo Colombi fue el ministro de Educación y Cultura, en el período de los años 2001 y 2005.

### Intendente
En 2005 fue elegido intendente de la ciudad de Corrientes como candidato de la Unión Cívica Radical en la alianza Frente de Todos, cargo que ocupó hasta el 09 de diciembre de 2009. Durante su gestión se produjo la ruptura política entre el entonces gobernador Arturo Colombi y la plana mayor de la UCR Correntina, por lo cual Vignolo marcó su posición distanciándose del entonces primer mandatario. Con la creación en 2009 del frente Encuentro por Corrientes, Vignolo se alineó a esta coalición apoyando la candidatura a gobernador de Ricardo Colombi e intentando retener para sí, la intendencia de la capital. Finalmente, terminó siendo derrotado por el candidato del Partido Justicialista, Carlos Mauricio Espínola.

### Ministro Secretario General de la Gobernación
Durante la segunda y tercera gobernación de Ricardo Colombi al frente del Poder Ejecutivo de Provincia de Corrientes, fue Ministro Secretario General de la Gobernación, por el mismo partido. El primer período al frente del Ministerio de la Secretaría General de la Gobernación fue de 2009 a 2013. Continuó como titular de dicho Ministerio desde 2013 hasta 2017 cuando asumió como Titular del Plan Belgrano.

### Titular de la Unidad Plan Belgrano
A través del Decreto 672/2017 firmado por el presidente Mauricio Macri y el Jefe de Gabinete de Ministros Marcos Peña, el 22 de agosto de 2017 fue designado como Titular de la Unidad Plan Belgrano, reemplazando a José Manuel Cano. Presentó su renuncia el 10 de diciembre de 2019 tras la asunción del presidente Alberto Fernández.

## Sucesiones
| Predecesor: Nora Nazar | Intendente de Corrientes 2005-2009             | Sucesor: Carlos Mauricio Espínola |
| Predecesor: José Cano  | Titular de la Unidad Plan Belgrano 2017 - 2019 | Sucesor:                          |

- Datos: Q63313874